# Spike Gehlhausen
Daniel William „Spike” Gehlhausen (ur. 19 listopada 1954 roku w Tell City) – amerykański kierowca wyścigowy.

## Kariera
Gehlhausen rozpoczął karierę w międzynarodowych wyścigach samochodowych w 1975 roku od startów w USAC National Championship. Z dorobkiem 165 punktów został sklasyfikowany na 165 punktów został sklasyfikowany na 24 pozycji w końcowej klasyfikacji kierowców. W późniejszym okresie Amerykanin pojawiał się także w stawce USAC National Silver Crown, CART Indy Car World Series, Indianapolis 500, USAC Gold Crown Championship.
W CART Indy Car World Series Gehlhausen startował w latach 1979-1988. Najlepszy wynik Amerykanin osiągnął w 1980 roku, kiedy uzbierane 473 punkty dały mu siedemnaste miejsce w klasyfikacji generalnej. W wyścigu Indianapolis 500 raz uplasował się w czołowej dziesiątce - w 1979 roku był dziesiąty.